# USS David W. Taylor (DD-551)
Almirante Ferrandíz (D22) à partir de 1957
Pour les articles homonymes, voir Capps.
L'USS David W. Taylor (DD-551) est un destroyer de la classe Fletcher en service dans la Marine des États-Unis (US Navy) pendant la Seconde Guerre mondiale. Il a été nommé en l'honneur du rear admiral (contre-amiral) David W. Taylor (1864–1940), qui a construit le premier bassin d'essais des carènes expérimental jamais construit aux États-Unis.

## Construction
Sa quille est posée le 12 juin 1941 au chantier naval Gulf Shipbuilding Corporation de Chickasaw - Alabama, dans l'état d'Alabama. Il est lancé le 4 juillet 1942; parrainé par Mme Imogene Taylor Powell, fille du contre-amiral Taylor, et mis en service le 18 septembre 1943.

## Historique

### Service dans la marine américaine
Le David W. Taylor a escorté un convoi de navires marchands de Charleston, en Caroline du Sud, jusqu'à Pearl Harbor, où il est arrivé le 20 janvier 1944. Trois jours plus tard, il fait route pour escorter un convoi de soutien vers les îles Gilbert et Marshall, et revient à Pearl Harbor le 29 février. Après avoir escorté le porte-avions USS Intrepid (CV-11) jusqu'à San Francisco, il quitte Pearl Harbor le 1er avril pour patrouiller dans les îles Marshall jusqu'au 12 mai. De retour à Pearl Harbor le 18 mai, il s'y entraîne jusqu'au 7 juin.
Du 15 juin au 4 août 1944, le David W. Taylor navigue dans l'écran de protection des porte-avions d'escorte et des pétroliers de la flotte qui soutiennent l'opération des Mariannes. Le 4 juillet, avec le destroyer d'escorte USS Riddle (DE-185), il attaque et coule le sous-marin japonais I-10 à la position géographique de 15° 26′ N, 147° 48′ E. Le destroyer a rejoint la 3e Flotte (3d Fleet) le 19 août, et a quitté Manus pour surveiller le groupe logistique soutenant les forces opérationnelles de porte-avions rapides dans leurs raids préparant et accompagnant la capture et l'occupation des Palaos du sud. Avec sa base d'opérations à Ulithi à partir du 29 octobre, le David W. Taylor continue à surveiller le groupe logistique jusqu'au 22 novembre, date à laquelle il rejoint les porte-avions pour des attaques aériennes sur Luçon en soutien aux troupes d'invasion sur Leyte.
Le 29 décembre 1944, il quitta Ulithi pour participer aux raids aériens sur les îles Bonin, bombardant Chichi Jima le 5 janvier 1945. À 7h45 ce jour-là, une explosion sous-marine, probablement une mine, endommagea gravement le navire et tua quatre hommes, mais le contrôle des avaries le ramena sain et sauf à Saipan le 7 janvier par ses propres moyens. Le navire a poursuivi sa route vers le chantier naval de Hunter's Point (Hunters Point Naval Shipyard), en Californie, pour une révision et des réparations du 13 février au 7 mai.
Parti de San Diego le 15 mai 1945, le David W. Taylor bombarde l'île de Meidj le 18 juin en direction d'Okinawa, où il arrive le 30 juin. Le destroyer opère avec un groupe opérationnel au large d'Okinawa. Après la capitulation du Japon, le navire arrive à Takasu, Kyūshū, le 4 septembre, pour escorter un convoi transportant des troupes d'occupation. Il couvre les débarquements de Wakanoura Wan et Nagoya jusqu'à son départ le 31 octobre pour San Diego, où il arrive le 17 novembre. Le David W. Taylor est mis hors service en réserve le 17 août 1946.

### Service dans la marine espagnole
Pour les autres navires du même nom, voir Almirante Ferrandíz.
Il est loué à l'Espagne pour la marine espagnole (Armada Española) dans le cadre du programme d'assistance militaire mutuelle le 15 mai 1957, né après les accords de 1953, et hisse pour la première fois le drapeau espagnol à bord le 23 mai 1957 à San Francisco, après une période d'adaptation des nouveaux équipages, en même temps que le Lepanto (ex-USS Capps (DD-550), il arrive en Espagne le 20 août 1957.
Dans la marine espagnole, il a été rebaptisé Almirante Ferrandiz et a reçu le numéro 41, qu'il a conservé jusqu'au début des années 1960, lorsque le système de numérotation a été modifié en Almirante Ferrandiz (D-22). L'Espagne a acheté le destroyer le 1er octobre 1972. C'était l'un des cinq destroyers qui formaient la 21e escadrille de destroyers. En 1980, le 21e escadron a été rebaptisé escadron d'escorte, car il était composé de corvettes de la classe Descubierta, et les destroyers ont été affectés aux zones maritimes. Le Almirante Ferrandiz est affecté à la zone maritime des îles Canaries.
Le 17 janvier 1980, il a été mitraillé par un avion Mirage marocain alors qu'il venait en aide à un bateau de pêche espagnol retenu par un patrouilleur marocain, bien que l'état-major de la marine ait publié plus tard une note dans laquelle il reconnaissait seulement que des coups de semonce avaient été tirés sur sa proue.
Fin septembre 1985, il est envoyé dans les eaux sahariennes pour soutenir le Tagomago, un patrouilleur de classe Anaga, qui a été mitraillé par les forces du Front Polisario alors qu'il enquêtait sur l'épave du Junquito, un bateau de pêche de Las Palmas, qui avait été attaqué plus tôt.
Le 28 novembre 1978, il est venu à la rescousse et a éteint l'incendie du bateau de pêche Cruz del Mar, après qu'il a été mitraillé depuis deux zodiacs par les forces du Front Polisario.
Après 30 ans au service de la marine espagnole, il a été désarmé le 17 novembre 1987 et vendu à la casse.

## Décorations
Le David W. Taylor a reçu 8 battle stars (étoiles de combat) pour son service pendant la Seconde Guerre mondiale.